# (33515) Linbohan
(33515) Linbohan est un astéroïde de la ceinture principale.

## Description
(33515) Linbohan est un astéroïde de la ceinture principale. Il fut découvert le 6 avril 1999 à Socorro (Nouveau-Mexique) par le projet LINEAR. Il présente une orbite caractérisée par un demi-grand axe de 2,53 UA, une excentricité de 0,13 et une inclinaison de 2,0° par rapport à l'écliptique.